# Rumelien
Rumelien (tyrkisk: Rumeli – "Romerlandet") er betegnelsen som fra 1400-tallet kom i brug om den europæiske del af Det Osmanniske Rige, dvs. Balkan. I det 11. og 12. århundrede blev navnet også brugt om Anatolien, da dette var land som tyrkerne havde erobret fra Det Østromerske Rige.
Senere blev navnet mere specifikt brugt om en provins bestående af centrale Albanien og vestlige Makedonien, med Manastir som hovedstad. Efter administrative reformer i 1870'erne ophørte Rumelien med at eksistere som politisk inddeling.
Ved Berlin-traktaten 1878 blev Østrumelien gjort til en autonom provins i Det Osmanniske Rige, men efter en fredelig revolution den 18. september 1885 blev Østrumelien forenet med Bulgarien.
I dag ses betegnelsen Rumeli brugt om den europæiske del af Tyrkiet, dvs. provinserne Edirne, Kirklareli og Tekirdag, og den østlige del af provinsen Istanbul.
41°00′N 21°20′Ø / 41°N 21.33°Ø